# Sinopoda pengi
Sinopoda pengi là một loài nhện trong họ Sparassidae. S. pengi được miêu tả năm 1999 bởi Da-xiang Song & Zhu.